# Rudnik Szlachecki
Rudnik Szlachecki – wieś w Polsce położona w województwie lubelskim, w powiecie kraśnickim, w gminie Wilkołaz.
W latach 1975–1998 miejscowość administracyjnie należała do ówczesnego województwa lubelskiego.
We wsi działa szkoła podstawowa imienia Królowej Jadwigi, znajduje się Parafia Miłosierdzia Bożego. Działa w niej również Ludowy Klub Sportowy Perła Rudnik, powstały w 2005 roku, prowadzący sekcje piłki nożnej oraz piłki siatkowej. Przez Rudnik Szlachecki przebiega linia kolejowa Lublin – Kraśnik. 
Wieś stanowi sołectwo gminy Wilkołaz. Według Narodowego Spisu Powszechnego (III 2011 r.) wieś liczyła 610 mieszkańców.
Wieś jest siedzibą rzymskokatolickiej parafii Miłosierdzia Bożego.
600-lecie miejscowości
Główne obchody 600-lecia Rudnika Szlacheckiego odbyły się 24 października 2021 roku. Rozpoczęła je msza święta w kościele parafialnym pod przewodnictwem arcybiskupa Józefa Wróbla. W uroczystości uczestniczyli mieszkańcy, przedstawiciele władz gminnych, powiatowych i wojewódzkich oraz zaproszeni goście.
Po nabożeństwie odsłonięto kamień pamiątkowy, a następnie zorganizowano przemarsz orkiestry dętej i uczestników na boisko przy Szkole Podstawowej w Rudniku Szlacheckim. Tam odbyły się wystąpienia, koncerty i pokazy artystyczne. Lokalna społeczność oraz Koła Gospodyń Wiejskich przygotowały poczęstunek, stoiska z pamiątkami i atrakcje dla dzieci.
100-lecie Szkoły Podstawowej
W 2021 roku obchodzono również 100-lecie Szkoły Podstawowej w Rudniku Szlacheckim. Placówka powstała w 1921 roku i od początku istnienia pełniła ważną rolę w życiu kulturalnym i społecznym wsi. W czasie obchodów przedstawiono historię szkoły, jej nauczycieli i absolwentów, a także zaprezentowano wystawy pamiątek i zdjęć archiwalnych.
Dnia 14 sierpnia 2025 roku, przez wieś przejeżdżał legendarny wyścig kolarski Tour de Pologne Women .

## Historia
Rudnik Szlachecki zwany także Rudniczek lub Rudnik – wieś położona 12 km SE od Urzędowa, historycznie w powiecie lubelskim parafii Wilkołaz.
Wieś powstała w XV wieku na surowym korzeniu i była własnością szlachecką.
Wieś była miejscem bitwy podczas Powstania Styczniowego. W dniu 25 stycznia 1864 roku oddział rosyjskiej piechoty dowodzonej przez Kulikowa zaatakowany został przez powstańczy oddział dowodzony przez majora Józefa Jagmina. Rosjanie wobec przeważających sił powstańczych wycofali się z pola walki, by powtórnie powrócić wsparci oddziałami majora Bussowa. Teraz z pola walki wycofali się powstańcy. Rosjanie zmusili mieszkańców wsi do pochówku poległych. Powstały wśród pól dwie zbiorowe mogiły, które zniszczeniu uległy w wyniku dwóch światowych wojen.
Nazwa wsi była zapisywana w tekstach źródłowych w wielu postaciach, m.in. w roku 1421 „Rudnik“, 1431 „Rudniky“, 1453 „Rudnicz(e)k Minor“, 1529 „Rudnyczek“.
Kalendarium
W roku 1421 Władysław Jagiełło nadaje szlachetnej Stachnie wdowie po Henryku z Suchej i ich synom Janowi, Mikołajowi, Jakubowi, Stanisławowi i Bartoszowi 12 łanów w dąbrowie z obu stron rzeki Rudnik celem lokacji wsi na prawie średzkim w granicach między wsiami: Wilkołaz, Popkowice, Sulów i Stróża, którą to wieś posiadać będą dziedzicznie z obowiązkiem służby z 2 kuszami na koniach wartości 5 grzywien.
W wieku XV wieś jest w posiadaniu szlachetnej Stachny jej czterech synów, następnie zapewne sukcesorów. Znani są z akt ziemskich lubelskich:
- 1427 Stachnica wdowa z Rudnika
- 1427-31 Stanisław z Rudnika
- 1428-30 Mikołaj z Rudnika
- 1443 Jan i Mikołaj z Rudnika
- 1453 Mikołaj z Rudnika
- 1454 dziedzicami byli Jan oraz bracia Bartosz i Wawrzyniec. Ustalono granice ze Stróżą (Biblioteka Jagiellońska VI 18).
- 1457 Jan z Rudnika i Henryk syn Jana z Rudnika (ZL IV 247). Granice z Popkowicami. Na granicy z Bystrzycą gaj.
- 1458 szlachetny Stanisław z Rudnika.
- 1461 Wawrzyniec z Rudnika.
- 1460-2 szlachetny Jędrzych, Andrzych dziedzic z Rudnika.

Według zapisu Długosza (1470-80) dziedzicem był Andrzych i inni, były tu 2 folwarki. Dziesięcina snopowa z folwarku i łanów kmiecych oddawana była plebanowi w Wilkołazie (Długosz L.B. t.II s.551). W wieku XVI pod rokiem 1529 (Liber Retaxationum 446, 450) odnotowano osep (podatek od zboża) od 4 kmieci po 2 korce pszenicy, żyta i owsa wartości 13 groszy plebanowi w Słupiu. Dziesięciny z folwarku 3 grzywny plebanowi w Wilkołazie.
Z księgi poborowej z lat 1531–1533, pobór od szlachty bez kmieci w tym: pobór z części Lasoty i Gotarda od 2 łanów i Jana Rudnickiego 1 łana (Rejestr Poborowy).
W wieku XIX opisano Rudnik Szlachecki jako wieś z folwarkiem w powiecie janowskim, gminie i parafii Wilkołaz. Wieś leży przy drodze bitej z Lublina przez Kraśnik do Janowa prowadzącej, odległa 35 wiorst od Janowa. W pobliżu wsi znajdują się błota zwane Jazy.
W roku 1827 we wsi było 12 domów, 89 mieszkańców. Folwark rozległy na 490 mórg w tym: gruntów ornych i ogrodów mórg 422, łąk mórg 8, lasu mórg 41, nieużytków mórg 19, budynków z drzewa 13, las nieurządzony. Wieś miała w 1876 roku osad 24, z gruntem mórg 294.